# Andronico Cantacuzino
Andronico Cantacuzino (1553 – 1601) è stato un banchiere e diplomatico greco, attivo durante gli anni iniziali del conflitto ottomano-asburgico noto come Lunga Guerra (1595-1604).
Fece parte dell'entourage politico del voivoda (principe) Michele il Coraggioso, il primo sovrano che riuscì a riunire sotto il suo scettro tutti e tre i Principati danubiani: Valacchia, Transilvania e Moldavia

## Biografia
Andronico Cantacuzino era figlio del principe greco Michele Cantacuzino Chaïtnoglou (il "Figlio di Satana" in lingua turca), giustiziato a Costantinopoli nel 1578.
Quando il padre venne eliminato dai turchi, Andronico riparò a Candia, presso i parenti della madre. Tornò a Costantinopoli solo nel 1590, iniziando a lavorare come banchiere ed integrando quindi la famiglia dei Cantacuzini tra i Fanarioti cristiani attivi nel cuore dell'Impero ottomano.
Il peso politico di Andronico presso la Sublime porta divenne rapidamente notevole. Sin dal 1590, una figlia di Andronico, Ne Cantacuzino, aveva sposato il nuovo voivoda (principe) di Valacchia, Ștefan I Surdul, del quale Andronico divenne il tesoriere. Più o meno nello stesso periodo, anche un'altra figlia di Andronico, Stanca Cantacuzino, sposò il voivoda di Moldavia Aron Tiranul.
Ștefan I Surdul, dimostratosi incapace di mantenere le promesse fatte alla Sublime Porta, venne rapidamente destituito dagli ottomani. Nel 1593 Andronico appoggiò le pretese al trono di Valacchia di Michele il Coraggioso, suo cugino germano in quanto sposo di Stanca Cretzulescu e figlio di Teodora Cantacuzino, contro il nuovo voivoda Alexandru III cel Rău.
Quando Michele il Coraggioso decise di tradire la fiducia del sultano Murad III e si schierò al fianco degli Asburgo di Rodolfo II d'Asburgo nella Lunga Guerra (1595-1604), scelta condivisa anche dal voivoda Tiranul di Moldavia, Andronico risolse di seguire il cugino. Nominato nel 1598 Gran Tesoriere di Valacchia, Cantacuzino servì Michele come diplomatico in Transilvania e Moldavia, terre che il voivoda valacco riuscì a porre sotto il suo scettro nel biennio 1599-1600. Quando Michele il Coraggioso venne assassinato da sicari degli Asburgo (9 agosto 1601), Andronico Cantacuzino perse il suo protettore. Catturato dai turchi, venne giustiziato l'autunno successivo alla morte del cugino voivoda.
Conseguentemente alle scelte politiche di Andronico, i suoi tre figli maschi si stabilirono nei Principati danubiani, entrando nel novero dei locali boiari:
- Giorgio Cantacuzino e Tommaso Cantacuzino in Moldavia;
- Costantino Cantacuzino in Valacchia.